# Mabel Gweneth Humphreys
 Mabel Gweneth Humphreys (* 22. Oktober 1908 in South Vancouver, British Columbia; † 6. Oktober 2006 in Lynchburg, Virginia) war eine kanadisch-amerikanische Mathematikerin und Hochschullehrerin. Sie war Professorin für Mathematik am Randolph-Macon Women’s College. Zu ihren Ehren wurde der M. Gweneth Humphreys Award der Association for Women in Mathematics ins Leben gerufen.

## Leben und Werk
Humphreys war das einzige Kind der Schneiderin Mabel Jane und ihres Ehemannes Richard Humphreys. Sie besuchte von 1925 bis 1928 die North Vancouver High School und studierte dann mit Stipendien an der University of British Columbia. 1932 erhielt sie dort ihren Bachelor of Arts in Mathematik mit Auszeichnung. Sie studierte anschließend am Smith College bei Neil McCoy, Susan Miller Rambo und Ruth Goulding Wood und erhielt 1933 einen Master in Mathematik. 1935 promovierte sie in Mathematik an der University of Chicago bei Leonard Eugene Dickson mit der Dissertation: On the Waring Problem with Polynomial Summands.
Von 1935 bis 1936 war sie Dozentin für Mathematik und Physik am Mount St. Scholastica College. Sie begann 1936 am H. Sophie Newcomb Memorial College zu unterrichten. 1941 erhielt sie die amerikanische Staatsbürgerschaft und wurde zur Assistenzprofessorin befördert. Im Sommer 1944 war sie außerdem Assistenzprofessorin am Barnard College in New York City und im Sommer 1946 Assistenzprofessorin an der Tulane University. 1949 wurde sie außerordentliche Professorin am Randolph-Macon Women’s College in Lynchburg und nach einem Jahr wurde sie zur Gillie A. Larew-Professorin und Leiterin der Mathematikabteilung ernannt, die sie bis 1979 war. Das akademische Jahr 1955–1956 verbrachte sie an der University of British Columbia (UBC) in Kanada und besuchte mehrere Hochschulen und Universitäten. Von 1962 bis 1963 war sie Gastprofessorin an der UBC als Stipendiatin der National Science Foundation (NSF) und unterrichtete Highschool-Lehrer an NSF-Sommerinstituten. Von 1965 bis 1969 arbeitete sie für den Educational Testing Service und 1975 war sie Beraterin für den American Council on Education in Bezug auf Mathematikkurse, die von nichtakademischen Organisationen vergeben wurden.
Sie ging 1980 in den Ruhestand und lebte bis zu ihrem Tod 2006 in Lynchburg, Virginia. Ihr Nachlass umfasste ein Vermächtnis von 24.000 US-Dollar an die Mathematical Association of America.

## Auszeichnungen
1932 erhielt sie die Goldmedaille des Generalgouverneurs, die an den College-Studenten mit dem höchsten Notendurchschnitt in Kanada verliehen wurde. Der M. Gweneth Humphreys Award der Association for Women in Mathematics ist ihr zu Ehren benannt. 1981 nahm sie an einem Treffen im National Museum of American History teil, bei dem amerikanische Frauen geehrt wurden, die vor dem Zweiten Weltkrieg in Mathematik promovierten.

## Veröffentlichungen (Auswahl)
- 1935: On the Waring problem with polynomial summands. Duke Mathematical Journal 1:361–75.
- 1972: Computers: new building blocks in education. Alumnae Bull. Randolph-Macon Woman’s College.
- 1979: mit D. L. Bernstein, A. F. O’Neill, M. Ree: Women mathematicians before 1950. Association for Women in Mathematics Newsletter 9 (4), S. 9–18.

## Mitgliedschaften
- American Mathematical Society
- Mathematical Association of America
- Society for Industrial and Applied Mathematics
- National Council of Teachers of Mathematics
- Canadian Mathematical Society
- American Association for the Advancement of Science
- American Association of University Professors
- American Association of University Women
- Sigma Xi